# 卢永祥
卢永祥（1867年—1933年），原名振河，字子嘉，山東省济南府济阳县人，祖籍浙江省宁波府。清末民初军事将领。子卢小嘉。

## 生平

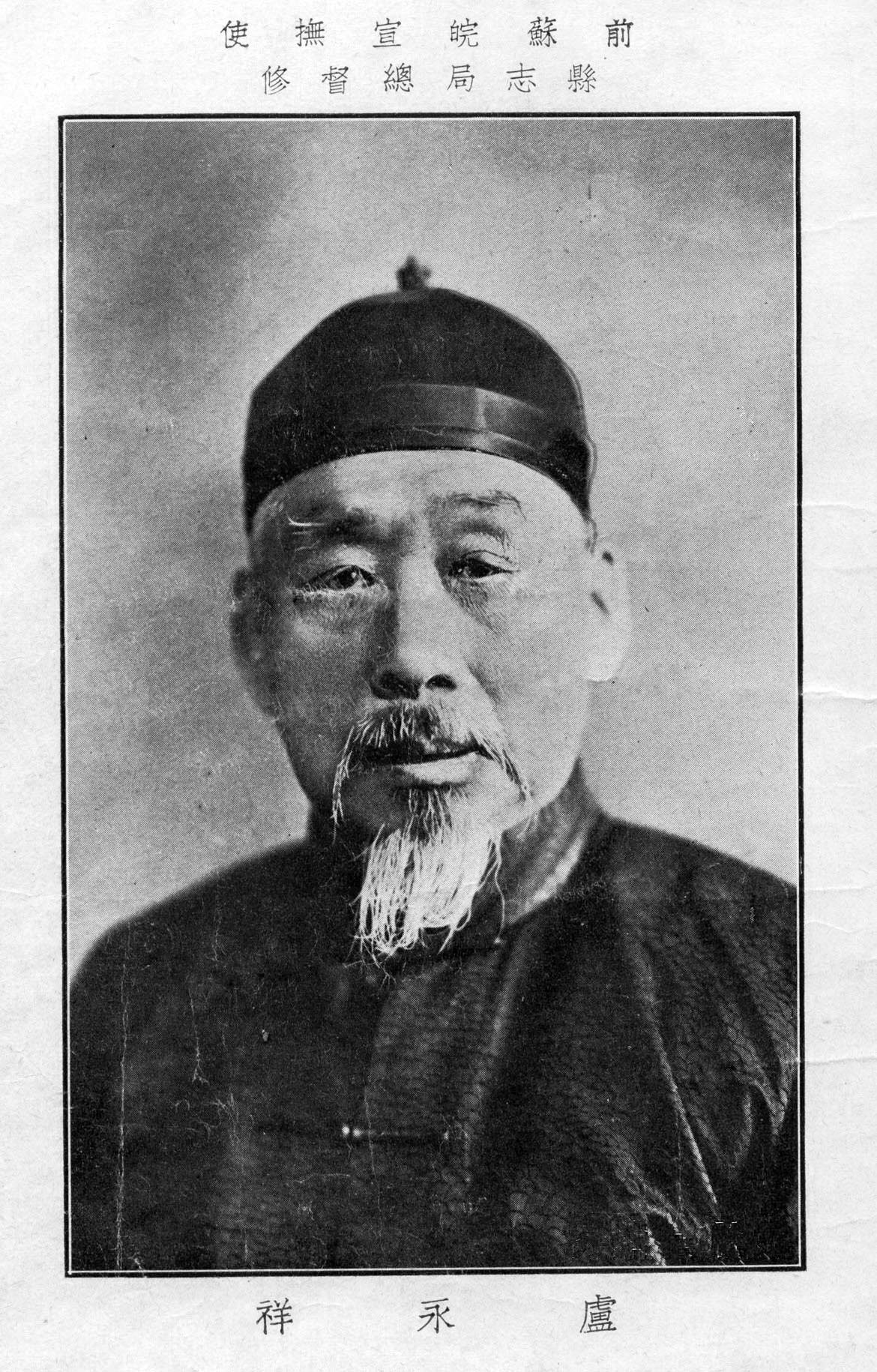
苏志局总督修卢永祥

1887年（光绪十三年），盧永祥考进天津武備学堂，1891年（光绪十七年）毕业，后投入李鴻章的淮軍，开始了军事生涯，以劳绩递升至提督总兵简放，加授墨尔赓额巴图鲁勇号暨陆军副都统。他曾任武卫右军各营管带、山東武卫右军先锋队右营帮带等职，后来他历任陆军第六镇第11協统领、陆军第三镇第5協统领、北洋第二十镇協统。他因镇压革命黨有功，先后升任总兵、提督、副都督。
民国元年（1912年），盧永祥任陸軍第24師師長，獲授中將軍階。民國三年（1914年），任陸軍第10師師長，駐上海。此後歷任淞滬軍副使、護軍使、會辨江蘇軍務、浙江督軍。民国四年（1915年），袁世凱稱帝，盧永祥授封一等男爵。
袁世凱死後，盧永祥加入皖系。民国九年（1920年）7月直皖战争皖系敗北後，他为了生存而靠拢奉系。民国十年（1921年）6月4日，他向全国发出聯省自治的通電。
民国十一年（1922年），他任浙江軍務善後督办。民国十三年（1924年）9月，直系的江蘇督軍齐燮元和他开始了第二次直奉战争的前哨战江浙战争。因为齐燮元受到福建督軍孫传芳的支援，盧遂敗北，流亡日本。
此後，段祺瑞在奉系的支援下成立執政政府，盧永祥任蘇皖宣撫使兼江蘇督軍（在此之前他曾在极短期間内被任命为直隷督办），一时重新得势。后来他受到奉系压力，数月后下野。
民国二十二年（1933年），盧永祥病逝於天津，享年67岁。

## 來源參考
1. 1 2  . 時事新報 (上海). 1917-01-27.